# Sh-2 (航空機)
Sh-2
Historic Aircraft Restoration Museumのシャブロフ Sh-2
- 用途：水陸両用機
- 製造者：シャブロフ
- 初飛行：1930年11月11日
- 生産数：700+
- 生産開始：1934-1936, 1939-1950(?)
- 運用状況：退役

シャブロフ Sh-2 は1930年代の水陸両用機であり、ソビエト連邦で初めて量産された飛行艇である。この小さな木製機はSh-1のさらなる発展型で、より大きな機体により強力なエンジンを備えていた。
Sh-2は2人の乗員と1人の乗客を乗せることができ、戦時中にはスキーを装備することができた。小さな下翼はフロートを安定させるために役立った。Sh-2の設計は軽量で簡素であり、信頼性の高いものだった。

## 設計と開発
シャブロフ Sh-2は小型の水陸両用機Sh-1の試作機から開発され、1930年11月11日に初飛行した。国による採用試験は1934年6月12-17日に行われ、Sh-2は問題なく合格した。一連の生産は1934年4月1日に始められ、2年後に終了した。しかし、成功した設計と操縦士の間での人気から、生産は1939年に再開された。合計生産数は700機に及び、1939年以降に数百機が製造された。
1942年8月28日、フィンランド側は2機のSh-2を捕獲し、1944年までに連絡機やフィンランド空軍の司令官を運ぶ任務に使用した。

## 派生型
Sh-1
小型水陸両用機の試作機
Sh-2
主要生産型。様々な輸送任務や連絡、練習、漁業保護、辺境警備などの任務に使用された。
Sh-2S
航空救急機型。16機が製造された。
Sh-2bis
ガラス張りのキャビンとM-11Lエンジンを搭載した型。

## 運用者
フィンランド
- フィンランド空軍 (2機を捕獲した)[2]

 ソビエト連邦
- ソ連空軍

## 要目 (Shavrov Sh-2)
出典: Backwoods Landing Strip - Finnish Air Force aircraft
諸元
- 乗員: 1-2人
- 定員: 操縦士1名、乗客2名（座席後方に透明キャノピーで覆われた担架用区画のある航空救急機型の場合）
- ペイロード: 257 kg
- 全長: 8.20 m
- 全高: 2.80 m
- 翼幅: 13.0 m
- 翼面積: 24.75 m2
- 空虚重量: 680 kg
- 最大離陸重量: 937 kg
- 動力: シュベツォフ M-11A 5気筒空冷星形エンジン、75 kW （100 hp）   × 1

性能
- 最大速度: 140 km/h
- 航続距離: 400 km
- 実用上昇限度: 3500 m

## 参照
1. ↑  Gunston, Bill (1995). The Osprey Encyclopedia of Russian Aircraft from 1875 - 1995. Osprey Aerospace. ISBN 1-85532-405-9
2. 1 2 3  Perttula, Pentti. “Shavrov Sh-2”. 2009年6月27日閲覧。

## 関連資料
- De Michelis, Bruno. "The Russian Aero-marine from 1910 to 2001".